# ジム・クーリエ
ジェームズ・スペンサー・"ジム"・クーリエ（James Spencer Courier, 1970年8月17日 - ）は、アメリカ合衆国フロリダ州サンフォード出身の男子プロテニス選手。1990年代初頭に活躍し、全豪オープンと全仏オープンでそれぞれ大会2連覇を達成した。1991年から1993年中旬にかけての短期間であったが、最強のプレイヤーのひとりとして活躍した。
アメリカの同世代の男子選手にはアンドレ・アガシ、ピート・サンプラス、マイケル・チャンなどがおり、特にアガシとは少年時代からのライバルだった。ATPツアーでシングルス23勝、ダブルス6勝を挙げる。身長185cm、体重82kg。右利き、バックハンド・ストロークは両手打ち。

## 選手経歴
1988年に18歳でプロ転向。1991年全仏オープン決勝でアンドレ・アガシを3-6, 6-4, 2-6, 6-1, 6-4のフルセットで破り、4大大会初優勝を飾る。それからめきめきと頭角を現したクーリエは、この年の全米オープンでも決勝に進出したが、ステファン・エドベリに敗れている。1992年に全豪オープンと全仏オープンで4大大会2連勝を達成。年間グランドスラムへの期待がかけられたが、苦手な芝生のウィンブルドン選手権3回戦で予選勝者のアンドレイ・オルホフスキーに敗退する。
1993年全豪オープンでもステファン・エドベリを破り、大会2連覇を果たした。ところが大会3連覇を目指した全仏オープン決勝で、クーリエはセルジ・ブルゲラに4-6, 6-2, 2-6, 6-3, 3-6のフルセットで敗れてしまう。続くウィンブルドン選手権では大会期間中、全く雨の降らない好天の中で初の決勝進出を果たしたが、同じアメリカのピート・サンプラスに6-7, 6-7, 6-3, 3-6で敗れて準優勝に終わる。この決勝2連敗で意気消沈したクーリエは、全米オープンの4回戦で第15シードのセドリック・ピオリーンに敗れ去り、一気に急降下していった。
1994年の夏に一時的な「休養宣言」を発表する。世界ランキング1位に通算58週在位したが、ピート・サンプラスに比べると"短命な王者"に終わり、1995年以後は全盛期の勢いを取り戻すことはできなかった。
クーリエは2000年5月に現役引退を表明した。2005年7月9日に国際テニス殿堂入りを果たしている。2011年からパトリック・マッケンローに変わり、男子テニス国別対抗戦デビスカップアメリカ合衆国代表監督に就任した。

## プレースタイル
強力なフォアハンドストロークを最大の武器としたグランドストローカー。
しかし、野球の左打ちのバッティングのようなバックハンドなど、誰も真似できない独特のフォームであったことが、結果的に全盛期が短かった一因になった。
同じグランドストローカーであるアガシに7勝5敗と勝ち越し、回転系のサーブを打つエドベリにも相性がよかった。
しかしビッグサーバーであるベッカーやサンプラスには分が悪く、全盛期を過ぎていたレンドルには0勝4敗と全く歯が立たなかった。

## 4大大会優勝
- 全豪オープン：2勝（1992年&1993年）
- 全仏オープン：2勝（1991年&1992年） ［準優勝1度：1993年］

（ウィンブルドン準優勝1度：1993年、全米オープン準優勝1度：1991年）
| 年     | 大会         | 対戦相手             | 試合結果                |
| ------ | ------------ | -------------------- | ----------------------- |
| 1991年 | 全仏オープン | アンドレ・アガシ     | 3-6, 6-4, 2-6, 6-1, 6-4 |
| 1992年 | 全豪オープン | ステファン・エドベリ | 6-3, 3-6, 6-4, 6-2      |
| 1992年 | 全仏オープン | ペトル・コルダ       | 7-5, 6-2, 6-1           |
| 1993年 | 全豪オープン | ステファン・エドベリ | 6-2, 6-1, 2-6, 7-5      |

## 4大大会シングルス成績
略語の説明
| W | F | SF | QF | #R | RR | Q# | LQ | A | Z# | PO | G | S | B | NMS | P | NH |

W=優勝, F=準優勝, SF=ベスト4, QF=ベスト8, #R=#回戦敗退, RR=ラウンドロビン敗退, Q#=予選#回戦敗退, LQ=予選敗退, A=大会不参加, Z#=デビスカップ/BJKカップ地域ゾーン, PO=デビスカップ/BJKカッププレーオフ, G=オリンピック金メダル, S=オリンピック銀メダル, B=オリンピック銅メダル, NMS=マスターズシリーズから降格, P=開催延期, NH=開催なし.
| 大会           | 1987 | 1988 | 1989 | 1990 | 1991 | 1992 | 1993 | 1994 | 1995 | 1996 | 1997 | 1998 | 1999 | 2000 | SR     | W–L    |
| -------------- | ---- | ---- | ---- | ---- | ---- | ---- | ---- | ---- | ---- | ---- | ---- | ---- | ---- | ---- | ------ | ------ |
| 全豪オープン   | A    | A    | A    | 2R   | 4R   | W    | W    | SF   | QF   | QF   | 4R   | A    | 3R   | 1R   | 2 / 10 | 35–8   |
| 全仏オープン   | A    | A    | 4R   | 4R   | W    | W    | F    | SF   | 4R   | QF   | 1R   | 2R   | 2R   | A    | 2 / 11 | 40–9   |
| ウィンブルドン | A    | A    | 1R   | 3R   | QF   | 3R   | F    | 2R   | 2R   | 1R   | 1R   | 1R   | 4R   | A    | 0 / 11 | 19–11  |
| 全米オープン   | A    | 2R   | 3R   | 2R   | F    | SF   | 4R   | 2R   | SF   | A    | 1R   | A    | 1R   | A    | 0 / 10 | 24–10  |
| Win–Loss       | 0–0  | 1–1  | 5–3  | 7–4  | 20–3 | 20–2 | 22–3 | 12–4 | 13–4 | 8–3  | 3–4  | 1–2  | 6–4  | 0–1  | 4 / 42 | 118–38 |